# Jatagán

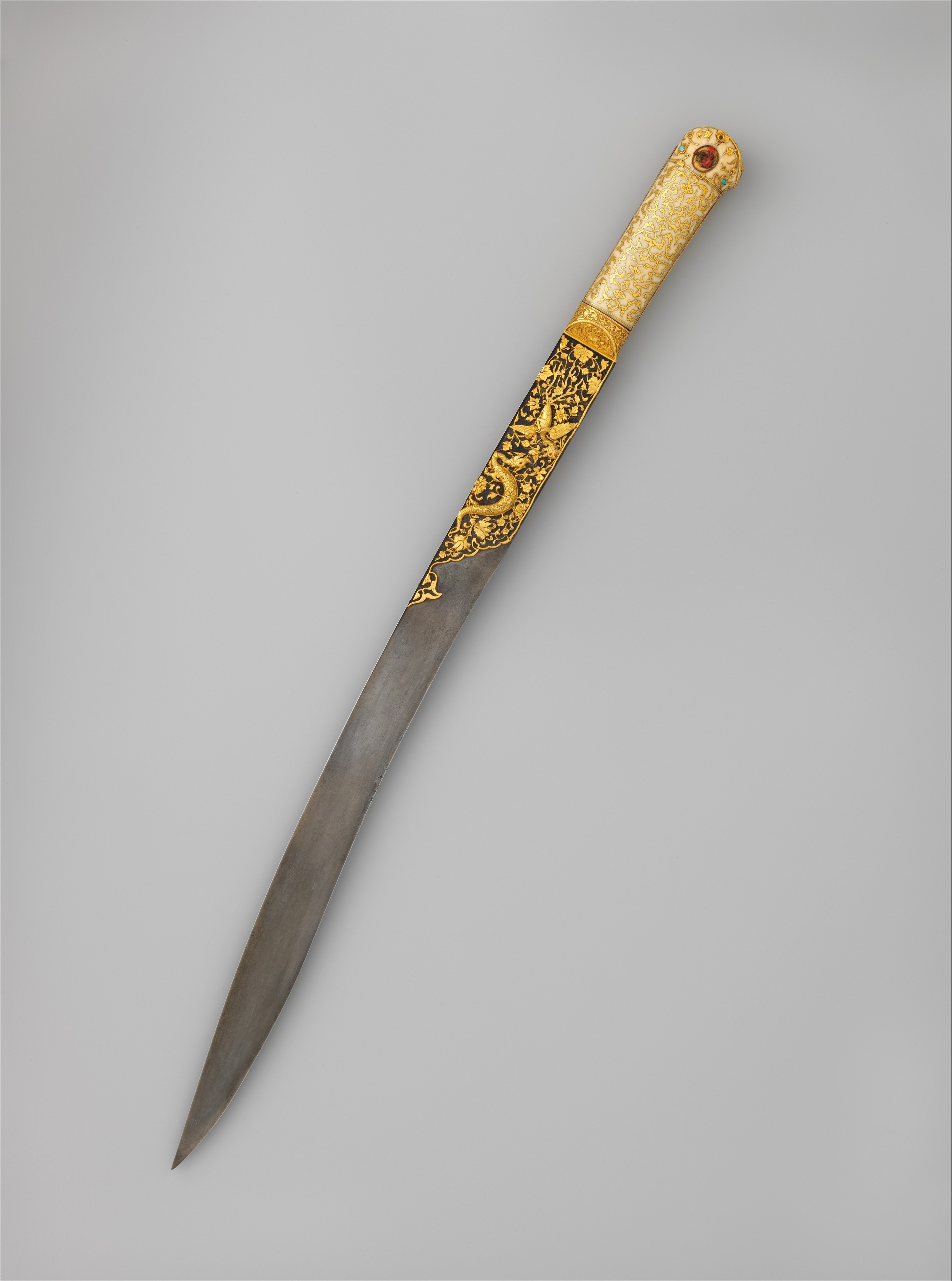
I. Szulejmán udvarából származó jatagán, aranyberakásos elefántcsont markolattal

A jatagán, más néven yatagan vagy yataghan (törökül: yatağan) török kard, melyet a 16.–19. században használtak, és az európaiak török kardként ismertek. Az Oszmán Birodalom befolyásának köszönhetően nem csak Törökországban, de a Balkánon is elterjedt fegyver volt. 

## Jellemzői
Az egyélű penge 60–80 centiméter hosszú, kétszeresen hajlított. A markolat, melyen két kis fül található, fából, elefántcsontból, ezüstből készült. A hüvelybe csúsztatott kardot viselőik (leginkább a janicsárok és más gyalogos katonák) a derekukra kötött selyemövbe dugva hordták.
Az egyik legkorábbi ismert jatagán I. Szulejmán szultán számára készült 1526 körül, melyet a Topkapi palotában őriznek. A markolatot elefántcsontból faragták és arannyal díszítették. Ahmed Tekelü ékszerkészítő műhelyében készült.
A jatagán a Kis-Ázsiában élő zejbekek (hegyi harcosok) egyik kedvelt fegyvere volt.